# Jalen Tate
Jalen Tate (Pickerington (Ohio), 18 de junio de 1998) es un jugador de baloncesto profesional estadounidense. Mide 1,98 metros y juega en la posición de alero, actualmente pertenece a la plantilla del TAU Castelló de la Liga LEB Oro. 

## Carrera deportiva
Es un pívot natural de Pickerington (Ohio), formado en la Universidad de Universidad del Norte de Kentucky, situada en Highland Heights, Kentucky, donde jugó durante 4 temporadas la NCAA con los Northern Kentucky Norse, desde 2016 a 2020. En la temporada 2020-21, ingresaría en la Universidad de Arkansas donde jugaría con los Arkansas Razorbacks.
Tras no ser elegido en el draft de la NBA de 2021, firmaría por los Niagara River Lions de la Liga Nacional de Baloncesto de Canadá, con los que jugaría 4 partidos.
En verano de 2021, disputaría 3 encuentros de la NBA Summer League con los Houston Rockets.
El 9 de octubre de 2021, el jugador firma por el Gießen 46ers de la Basketball Bundesliga.
En la temporada 2022-23, firma por el KB Peja de la ETC Superliga, la máxima categoría del baloncesto kosovar.
En la temporada 2023-24, firma por el Leuven Bears de la BNXT League.
El 24 de julio de 2024, firma por el TAU Castelló de la LEB Oro.